# Nyctibatrachus kempholeyensis
Nyctibatrachus kempholeyensis es una especie  de anfibios de la familia Ranidae.

## Distribución geográfica
Se encuentra en  la India. 